# National Collegiate Athletic Association
National Collegiate Athletic Association ou NCAA (Associação Atlética Universitária Nacional em inglês) é uma associação composta de 1281 instituições, conferências, organizações e indivíduos que organizam a maioria dos programas de esporte universitário nos Estados Unidos. A sua sede está situada em Indianápolis, Indiana. 
A NCAA é a maior e mais importante entidade de seu escopo nos Estados Unidos, mas não é a única. Coexiste com a National Association of Intercollegiate Athletics (NAIA), a United States Collegiate Athletic Association (USCAA) e a National Junior College Athletic Association (NJCAA).

## História
Sua antecessora, a Associação Intercolegial de Atletismo dos Estados Unidos (IAAUS por sua sigla em inglês), foi criada em 31 de março de 1906 para definir as regras do esporte amador nos Estados Unidos. Sua criação foi sugerida pelo então presidente Theodore Roosevelt como uma reação à sua preocupação com o crescente número de ferimentos graves e mortes no futebol universitário. O IAAUS mais tarde tornou-se o NCAA em 1910.
Até 1955 não possuía nenhum tipo de divisão.
Em 1956, foi dividido em duas divisões: a Divisão Universitária, que incluía as maiores instituições, e a Divisão College, que agrupava as universidades menores.
Em agosto de 1973, eliminou as divisões Universidade e College, e distribuiu a seus membros em 3 divisões: Divisão I, Divisão II, e Divisão III. Desde então, sob as regras da NCAA, as universidades da Divisão I e Divisão II podem oferecer bolsas de estudo para estudantes por praticarem um esporte. As universidades da Divisão III, no entanto, não podem oferecer essas bolsas.
Até a década de 1980, a associação não oferecia esportes femininos. Em 1982, no entanto, todas as divisões da NCAA ofereceram campeonatos nacionais para mulheres.

## Organização
A estrutura legislativa da NCAA é delegada a gabinetes e comitês, formados por membros representando as universidades. Estes, por sua vez, são divididos em subcomitês. Os regulamentos vão daí para o Conselho de Administração, que supervisiona todos os gabinetes e comitês, e que também inclui representantes das universidades, como diretores de esportes e conselheiros acadêmicos. A legislação do Conselho de Administração passa para o Conselho de Administração, formado pelos reitores das universidades, para aprovação final.
A equipe da NCAA fornece suporte, atua como um guia, contato, pesquisa e relacionamento com a mídia. O atual presidente da NCAA é Charlie Baker, ex-governador de Massachusetts.

## Popularidade
A Football Bowl Subdivision, a principal subdivisão de futebol, ultrapassou os 38 milhões de telespectadores em 2013, com uma média de 45.000 por jogo. 21 equipes ultrapassaram a média de 70.000 espectadores em seus jogos em casa.
A partir dos anos 1950, os vários campeonatos da NCAA começaram a ser televisionados nos Estados Unidos por todo o país, particularmente o futebol americano e o basquete masculino. Seus principais parceiros atuais são CBS, ABC, ESPN e Fox Sports, embora algumas conferências e universidades tenham seus próprios canais. As principais taças do futebol americano e os jogos decisivos do campeonato masculino de basquete ultrapassam 10 milhões de telespectadores.
A Electronic Arts publicou vários videogames da NCAA entre 1998 e 2013, incluindo NCAA Football e NCAA Basketball.

## Requisitos para atletas e compensação
Os atletas devem ter concluído o ensino médio, frequentar um mínimo de cursos em diferentes áreas e uma média mínima de notas e notas do SAT (Scholastic Aptitude Test, o teste que selecionar a admissão ao ensino superior nos Estados Unidos). Os estudantes geralmente têm permissão para competir atleticamente por quatro anos. Os atletas podem ficar um ano sem competir enquanto ainda frequentam a escola, mas sem perder um ano de elegibilidade, utilizando o redshirting. Em outras palavras, um estudante tem cinco anos a partir do momento em que começa a faculdade para jogar quatro temporadas.
Em 1 de julho de 2021, a NCAA anunciou que, como resultado do Caso O'Bannon e de várias leis estaduais que dão aos jogadores universitários a capacidade de gerenciar sua publicidade, o conselho havia concordado com novas regras que removeram as restrições sobre atletas universitários em relação à obtenção de patrocínios pagos e outros acordos de patrocínio, bem como ao uso de agentes para gerenciar sua publicidade (além da tradicional bolsa de estudos integral que cada atleta recebe no momento do seu recrutamento). Os estudantes ainda seriam obrigados a informar a escola sobre todas essas atividades, cabendo à escola determinar se essas atividades violam leis estaduais e locais.